# デイヴィッド・リンゼイ

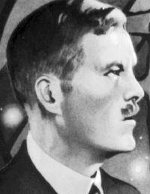
デイヴィッド・リンゼイ

デイヴィッド・リンゼイ（David Lindsay、1876年3月3日 - 1945年7月16日）は、ロンドン生まれのイギリスの幻想文学作家、ファンタジー作家。ディヴィッド、デビッドの表記もある。
コリン・ウィルソンは、リンゼイの処女作である大作「アルクトゥールスへの旅」を、20世紀の最も不思議な本であると同時に最も秀れた本である、と賞賛している。 
スパイ・アクション作家のデイヴィッド・L・リンジー（英語: David L. Lindsey）とは別人。

## 生涯
1876年、ロンドン、ブラックヒースに生まれる。スコットランド人の血を引きカーライルの血縁者でもあり、兄は三流小説家である。生活は苦しく大学は断念して保険会社に勤め、第一次大戦中は二年間、英国陸軍で軍務に服した。エックハルト、タウラー、ゾイゼ、シレジウス、ベーメなどのドイツ神秘主義やスウェデンボルグ、ショーペンハウエル、ニーチェ等を耽読し、音楽にも強く惹きつけられる日々を送った。
38歳の時、18歳年下のジャクリーンと結婚したのを機にコーンウォールの田舎に引き込もり作家に専念、処女作「アルクトゥールスへの旅」を書き上げ、メシューエン社から刊行された。これはスコットランドの幻想作家、ジョージ・マクドナルドの「リリス」から深いインスピレーションを受けている。また登山家でもあったリンゼイの見たスコットランドの山々の風景が、作品の中にも生かされている。生前は5冊の小説が出版されただけで、ほとんど認められないまま不遇の生涯を送った。しかし「アルクトゥールスへの旅」はオラフ・ステープルドンに影響を与え、C・S・ルイスに別世界三部作を書かせる役割を果たし、1960年代に入ってからはコリン・ウィルソンが絶賛して、その評価が定まった。
1945年、ブライトンで死亡。その死の前には、第二次世界大戦のドイツ軍の爆撃で家が損傷を受け、ショックから立ち直れないでいた。死因自体は虫歯が原因で出来た膿瘍の悪化であり、爆撃とは無関係である。

## 著作リスト
- A Voyage to Arcturus (1920) 
  - 『アルクトゥルスへの旅』上・下 荒俣宏訳 国書刊行会 世界幻想文学大系 第28巻（1980年1月 - 2月）
  - 『アルクトゥールスへの旅』中村保男・中村正明訳 サンリオSF文庫 (1980年6月)
  - 『アルクトゥールスへの旅』中村保男・中村正明訳 文遊社 (2014年、改訂新版)
- The Haunted Woman (1922)
  - 『憑かれた女』中村保男訳 サンリオSF文庫 (1981年)
  - 『憑かれた女』中村保男訳 文遊社 (2013年)
- Sphinx (1923、未訳)
- The Adventure of Monsieur de Mailly (1926、未訳)
- Devil's Tor (1932、未訳)
- The Violet Apple  (1975、未訳)
- Witch (1975、未訳)